# Le Collège d'Étrangeville
Le Collège d'Étrangeville est une série télévisée d'animation britannique, créée par Yoshimi & Katoi, diffusée à partir du 8 mai 2013 et le 15 décembre 2014 sur CBBC.
En France, la série est diffusée depuis le 25 août 2014 sur France 4 et depuis le 31 août 2015 sur Boing.
La saison 2 est d'abord diffusée sur Boing depuis février 2016 puis sur France 4.

## Synopsis
La série d'animation se passe dans un collège, dans la ville d'Etrangeville. Rien n'est normal dans ce collège. Mitchell, Becky et Templeton nos trois étudiants, suivent des cours dans ce collège. Le professeur de mathématiques est un robot, la bibliothèque est hantée, dans les toilettes, peut apparaitre un chevalier, avec une brosse de toilettes pour faire office d'épée. Les trois collégiens enquêtent sur les événements étranges du collège. 

## Personnages
- Mitchell Tanner, le principal héros. C'est un jeune Noir habillé d'un sweat rouge et d'un jean. Forte tête, Tanner  n'aime pas le collège, et préfère amplement faire des blagues plutôt que d'étudier. Il déteste particulièrement le principal Paitsec et les brutes de l'école. Il est mauvais élève, mais a pourtant un grand sens de la répartie et trouve toujours des solutions pour sauver le collège d'Étrangeville. Il est en outre courageux et fidèle en amitié.
- Becky Butters, une jeune fille aux cheveux rose coiffée d'un grand bonnet jaune. Elle porte des grosses lunettes vertes, a des dents de lapin et est toujours emmitouflée dans une veste bleue. Becky est plutôt naïve et d'humeur joviale, bien qu'elle soit naturellement timide. Elle est souvent la voix de la raison dans le groupe. Fille impopulaire, ses seuls amis sont Templeton et Tanner.
- Templeton, le génie du groupe. Templeton a le visage dissimulé derrière de grosses lunettes et un pull à col roulé qui lui cache la bouche. Il possède des cheveux châtain coiffés en coupe afro. Malgré son énorme Q.I., il semble très à l'ouest, ainsi, quand une pieuvre maléfique attaquera l'école dans Le Roi Mitchell, il pensera participer à une émission télé tout le long de l'épisode. Dans Mitchell Junior, il affirme avoir été un alien.
- Stéfanie, une fille blonde populaire, prétentieuse et snob, qui s'exprime avec des expressions typiques d'adolescente à la mode. Elle méprise Becky, et fera tout pour la faire perdre quand cette dernière, aidée de son alter-ego d'argile, voudra être présidente des élèves (Becky vs Bocky).
- Principal Maurice Paitsec (Mr. Abercrombie en V.O.) le dirigeant du collège, un homme qui a la cinquantaine avec une petite moustache grise, atteint d'une calvitie déjà prononcée. Comme son nom l'indique, c'est un homme sévère et axé sur la discipline. Il n'aime pas du tout Tanner, qu'il considère comme un élément perturbateur, et celui-ci le lui rend bien. Paitsec a donc de grosses tendances autoritaristes, voire dictatoriales, comme dans l'épisode Dans la Peau de Maurice le Paitsec, où il emmène des profs en retenue quand ils font des références à l'amour ou à la Saint-Valentin. Dans Mitchell Junior, on apprend qu'il a une addiction au chocolat.
- Le Borgne, agent d'entretien, concierge et homme à tout faire du collège, souvent rudoyé par Paitsec. Le Borgne est un vieil homme très grand et fort, il est chauve et possède une barbe hirsute. Avec son crochet en guise de main droite et son cache-œil, il a des airs particulièrement effrayants, mais se révèle très gentil, bien qu'il soit parfois désespéré devant l'état insalubre du collège, qu'il peine à faire tenir debout. Il admet également à Tanner avoir des tendances à la fainéantise (Éditions très spéciales)
- Nimrod, un vieil ordinateur fabriqué durant la guerre froide, qui est également le prof de mathématiques de la bande. Il sera brièvement remplacé par CATE, une jeune androïde sexy et ultramoderne, mais sera réintégré dans ses fonctions après que sa remplaçante a tenté de dominer le monde. (Aïe ! Robot)
- Mme Corneille (Miss Grackle en V.O.), une prof de musique rêche et sévère. Dans Chantons sous l'Ennui, elle découragera tant Becky de passer une audition que celle-ci créera une version monstrueuse d'elle dans son rêve.

## Le collège d'Etrangeville(Saison 1, 2013)
| Numéro d'épisode | Écrit par                      | Titre de l'épisode Anglais               | Titre de l'épisode Français                                         | Diffusion Royaume-Uni | Diffusion France   |
| ---------------- | ------------------------------ | ---------------------------------------- | ------------------------------------------------------------------- | --------------------- | ------------------ |
| 01               | Mark Oswin and James Griffiths | King Mitchell                            | Le roi Mitchell                                                     | 8 mai 2013            | 25 août 2014       |
| 02               | Ben Teasdale                   | 99 Cool Things to do with a Time Machine | 99 choses géniales à faire avec une machine à voyager dans le temps | 15 mai 2013           | 8 septembre 2014   |
| 03               | Josh Weinstein                 | The Lost and Found Boy                   | Le garçon perdu, retrouvé                                           | 22 mai 2013           | 1er septembre 2014 |
| 04               | Reid Harrison                  | Snoozical                                | Chantons sous l'ennui                                               | 22 mai 2013           | 4 septembre 2014   |
| 05               | Mark Oswin and James Griffiths | Big Mouth Strikes Again                  | Une dent ou je m'énerve !                                           | 5 juin 2013           | 26 août 2014       |
| 06               | Ben Teasdale                   | The Most Boring Book In The World        | Le livre le plus ennuyeux du monde                                  | 12 juin 2013          | 27 août 2014       |
| 07               | Stuart Kenworthy               | Read All About It                        | Éditions très spéciales                                             | 19 juin 2013          | 17 septembre 2014  |
| 08               | Emma Kennedy                   | Health & Safety                          | Danger à tous les étages                                            | 26 juin 2013          | 28 août 2014       |
| 09               | Jason Hazeley and Joel Morris  | The Ghost Writers of Strange Hill High   | Les travailleurs de l'ombre                                         | 3 juillet 2013        | 29 août 2014       |
| 10               | Mark Oswin and James Griffiths | Teacher's Pets                           | Sciences surnaturelles                                              | 10 juillet 2013       | 2 septembre 2014   |
| 11               | Kirstie Falkous                | Lucky Becky                              | Becky la chance                                                     | 17 juillet 2013       | 3 septembre 2014   |
| 12               | Jason Hazeley and Joel Morris  | Becky vs Bocky                           | Becky contre Bocky                                                  | 24 juillet 2013       | 26 novembre 2014   |
| 13               | Josh Weinstein                 | End Of Terminator                        | Aïe ! robot                                                         | 31 juillet 2013       | 5 septembre 2014   |

## Le collège d'Etrangeville(Saison 2, 2014)
| Numéro d'épisode | Écrit par                      | Titre de l'épisode Anglais     | Titre de l'épisode Français        | Diffusion Royaume-Uni | Diffusion France  |
| ---------------- | ------------------------------ | ------------------------------ | ---------------------------------- | --------------------- | ----------------- |
| 01               | Josh Weinstein                 | The Curse of the Wereteacher   | La malédiction du prof-garou       | 29 avril 2014         | 30 septembre 2014 |
| 02               | Andrew Burrell                 | Invasion of the Templetons     | L’invasion des Templetons          | 6 mai 2014            | 2 octobre 2014    |
| 03               | Mark Oswin and James Griffiths | The 101% Solution              | 101 %                              | 13 mai 2014           | 24 septembre 2014 |
| 04               | Bede Blake                     | Little School of Horrors       | La petite école des horreurs       | 20 mai 2014           | 9 octobre 2014    |
| 05               | Jason Hazeley and Joel Morris  | Big Templeton is Watching You! | L’œil de Templeton                 | 27 mai 2014           | 3 octobre 2014    |
| 06               | Jason Hazeley and Joel Morris  | Crushing Embarrassment         | Trop la honte                      | 3 juin 2014           | 29 septembre 2014 |
| 07               | Mark Oswin and James Griffiths | Mitchell Who?                  | Mitchell qui ?                     | 10 juin 2014          | 8 octobre 2014    |
| 08               | Andrew Burrell                 | Innercrombie                   | Dans la peau de Maurice le Paitsec | 17 juin 2014          | 15 octobre 2014   |
| 09               | Stuart Kenworthy               | Ken Kong                       | Ken Kong                           | 24 juin 2014          | 7 octobre 2014    |
| 10               | Emma Kennedy                   | Mitchell Junior                | Mitchell junior                    | 1er juillet 2014      | 13 octobre 2014   |
| 11               | Mark Oswin and James Griffiths | The MCDXX Men                  | La Guilde des Justiciers           | 8 juillet 2014        | 1er octobre 2014  |
| 12               | Ben Bailey-Smith               | The Snide Piper                | L’invasion du profane chanteur     | 15 juillet 2014       | 10 octobre 2014   |
| 13               | Josh Weinstein                 | A Strange Hill Christmas       | Noël étrange à Etrangeville        | 22 juillet 2014       | 6 octobre 2014    |

## Prix et nominations
Nommée pour la meilleure série animée en 2013 au BAFTA. 
A remporté la meilleure série animée à la cérémonie des KIDSCREEN de 2014.